# Cuori di seconda mano
Cuori di seconda mano (Second-Hand Hearts) è un film commedia del 1981 diretto da Hal Ashby.